# Alex Malykhin
Aliaksandr "Alex" Malykhin, född den 18 augusti 1987 är en belarusisk racerförare. Han tävlar med racinglicens från Saint Kitts och Nevis.